# Apple Shampoo
"Apple Shampoo" é um single da banda estadunidense Blink-182, lançado dia 8 de outubro de 1997 pela MCA. 

## Faixas[2]
1. "Apple Shampoo" ‎– 2:54
2. "Voyeur" ‎– 2:46
3. "Good Times" ‎– 1:04